# استیو گولین
استیو گولین یا استیو گالین (به انگلیسی: Steve Golin) (زادهٔ ۶ مارس ۱۹۵۵ - درگذشته ۲۱ آوریل ۲۰۱۹) مؤسس و مدیر شرکت فیلم‌سازی انانیماس کانتنت است. وی شرکتش را در اوایل سال ۲۰۰۰ تشکیل داده‌است. قسمت آگهی‌های این شرکت با سازمان‌های بزرگی همچون نایکی، اینتل، یونایتد ایرلاینز، شرکت‌های خودروسازی فورد، آئودی و بی‌ام‌و، همچنین با کوکاکولا و پپسی همکاری داشته‌است. در صنعت سینما نیز شرکت انانیماس کانتنت تهیه‌کنندگی فیلم‌هایی چون بابِل، استرداد و مجموعهٔ تلویزیونیِ کارآگاه واقعی، کواری، نظافتچی و ۱۳ دلیل برای اینکه ... را بر عهده داشته‌است.

## پیوند
استیو گولین در بانک اطلاعات اینترنتی فیلم‌ها